# Zürcher Filmpreis
Der Zürcher Filmpreis (auch Filmpreis der Stadt Zürich) ist eine Auszeichnung für besondere Leistungen im Bereich des unabhängigen Filmschaffens und der audiovisuellen Medien, die jährlich verliehen wird.
Der Preis kann sowohl für Filme als auch an Filmschaffende vergeben werden. Voraussetzung ist, dass die Autoren bzw. Produzenten des Films im Kanton Zürich ansässig sind oder dass die Filme einen engen Bezug zum Kanton Zürich haben. Eingereicht werden können unabhängige Produktionen aus den Bereichen Spiel-, Dokumentar-, Animations- und Experimentalfilm, die für das Kino realisiert wurden. Fernsehfilme werden nur ausnahmsweise zugelassen, Lehr-, Werbe-, Public-Relations- und Übungsfilme sind grundsätzlich ausgeschlossen.
Bis 2018 wurde der Filmpreis von der Stadt Zürich verliehen; eine fünfköpfige Filmkommission wirkte als Jury, die aus Vertretern und Vertreterinnen des Zürcher Filmschaffens, der Filmkritik, des Präsidialdepartements (Kulturdepartement) und filmkultureller Organisationen bestand. Der Jury stand es frei, den zur Verfügung gestellten Betrag unter den eingereichten Filmen zu verteilen, es gab keine Vorgaben bezüglich Anzahl Preise oder Genre.
Seit 2019 wird der Preis von der Zürcher Filmstiftung verliehen. Der Preis wird in den drei Kategorien langer Spielfilm, langer Dokumentarfilm und Kurzfilm vergeben. Das erste Jahr war als Testlauf gedacht: eine Vorjury selektierte eine Auswahl von 3 (bei den Langfilmen) bzw. 5 (bei den Kurzfilmen) nominierten Filmen pro Kategorie, der Gewinnerfilm wurde per Publikumsvoting festgelegt. Nach vielen negativen Reaktionen aus der Filmbranche wurde das Prozedere geändert. Ab 2020 entscheidete in jeder Kategorie eine Jury über die Gewinnerfilme. Seit 2024 entscheidet eine Jury über alle drei Kategorien. Nebst dem Hauptgewinnerfilm verleiht die Jury jeweils zwei weitere Auszeichnungen innerhalb ihrer Kategorie, für herausragende Leistungen in Bereichen wie beispielsweise Kamera, Drehbuch, Schauspiel etc.

## Ausgezeichnete Filme

### Ab 2020
2024
- Kategorie Spielfilm: Les paradis de Diane (Regie: Carmen Jaquier und Jan Gassmann)
- Kategorie Dokumentarfilm: Prisoners of Fate (Regie: Mehdi Sahebi)
- Kategorie Kurzfilm: Déjà nu (Regie: Rolf Hellat)

2023
- Kategorie Spielfilm: L'Amour du Monde (Regie: Jenna Hasse)
- Kategorie Dokumentarfilm: Die Anhörung (Regie: Lisa Gerig)
- Kategorie Kurzfilm: Fälle (Regie: Mischa Hedinger & Michela Flück)

2022
- Kategorie Spielfilm: Wet Sand (Regie: Elene Naveriani)
- Kategorie Dokumentarfilm: Girl Gang (Regie: Susanne Regina Meures)
- Kategorie Kurzfilm: Behördenhasser (Regie: Jonas Ulrich)

2021
- Kategorie Spielfilm: Spagat (Regie: Christian Johannes Koch)
- Kategorie Dokumentarfilm: Dida (Regie: Nikola Ilić und Corina Schwingruber Ilić)
- Kategorie Kurzfilm: Mussies Zimmer (Regie: Felix Hergert)

2020
- Kategorie Spielfilm: Schwesterlein (Regie: Stéphanie Chuat und Véronique Reymond)
- Kategorie Dokumentarfilm: Nemesis (Regie: Thomas Imbach)
- Kategorie Kurzfilm: Das Spiel (Regie: Roman Hodel)

### 2010–2019
2019
- Kategorie Spielfilm: Le vent tourne (Regie: Bettina Oberli)
- Kategorie Dokumentarfilm: Immer und ewig (Regie: Fanny Bräuning)
- Kategorie Kurzfilm: Summerloch (Regie: Moris Freiburghaus)

2018
- Chris the Swiss (Regie: Anja Kofmel)
- Dene wos guet geit (Regie: Cyril Schäublin)
- Der Läufer (Regie: Hannes Baumgartner)
- Genesis 2.0 (Regie: Christian Frei)
- Eldorado (Regie: Markus Imhoof)
- Glaubenberg (Regie: Thomas Imbach)
- Die Gentrifizierung bin ich. Beichte eines Finsterlings (Regie: Thomas Haemmerli)

2017
- Das Kongo Tribunal (Regie: Milo Rau)
- Die göttliche Ordnung (Regie: Petra Volpe)
- Marija (Regie: Michael Koch)
- Rakijada – Distillated Village Tales (Regie: Nikola Ilić)
- Usgrächnet Gähwilers (Regie: Martin Guggisberg)

2016
- Raving Iran (Regie: Susanne Regina Meures)
- Dem Himmel zu nah (Regie: Annina Furrer)
- Das Leben drehen – Wie mein Vater versuchte, das Glück festzuhalten (Portrait von Joseph Scheidegger. Regie: Eva Vitija)
- Europe, She Loves (Regie: Jan Gassmann)
- Schellen-Ursli (Regie: Xavier Koller)

2015
- Heimatland (Regie: Lisa Blatter, Gregor Frei, Jan Gassmann, Benny Jaberg, Carmen Jaquier, Michael Krummenacher, Jonas Meier, Tobias Nölle, Lionel Rupp, Mike Scheiwiller)[16]
- Amateur Teens (Regie: Niklaus Hilber)
- Iraqi Odyssey (Regie: Samir)
- Above and Below (Regie: Nicolas Steiner)

2014
- Electroboy (Regie: Marcel Gisler)
- Der Goalie bin ig (Regie: Sabine Boss)

2013
- Vaters Garten – Die Liebe meiner Eltern (Regie: Peter Liechti)
- Harry Dean Stanton: Partly Fiction (Regie: Sophie Huber)
- Rosie (Regie: Marcel Gisler)

2012
- Virgin Tales (Regie: Mirjam von Arx)
- Winterdieb (L'enfant d'en haut) (Regie: Ursula Meier)
- More than Honey (Regie: Markus Imhoof)
- Baggern (Regie: Corina Schwingruber)

2011
- La petite chambre (Regie: Stéphanie Chuat, Véronique Reymond)
- Hell (Regie: Tim Fehlbaum)
- Sommerspiele (Regie: Rolando Colla)
- Mit dem Bauch durch die Wand (Regie: Anka Schmid)
- Day Is Done (Regie: Thomas Imbach)
- Lorenz Merz (Kameramann von Sommerspiele)

2010
- Goodnight Nobody (Regie: Jacqueline Zünd)
- Tannöd (Regie: Bettina Oberli)
- Pizza Bethlehem (Regie: Bruno Moll)
- Zu zweit (Regie: Barbara Kulcsar)

### 2000–2009
2009
- Die Standesbeamtin (Regie: Micha Lewinsky)
- Giulias Verschwinden (Regie: Christoph Schaub)
- Going Against Fate (Regie: Viviane Blumenschein)
- Bergauf, Bergab (Regie: Hans Haldimann)
- Das Summen der Insekten (The Sound of Insects) (Regie: Peter Liechti)
- Rocksteady – The Roots of Reggae (Regie: Stascha Bader)

2008
- Der Freund (Regie: Micha Lewinsky)
- No More Smoke Signals (Regie: Fanny Bräuning)
- Hidden Heart (Regie: Werner Schweizer, Cristina Karrer)
- Auf der Strecke (Regie: Reto Caffi)
- Das Geheimnis von Murk (Regie: Sabine Boss)

2007
- Sieben Mulden und eine Leiche (Regie: Thomas Haemmerli, Produktion: Mirjam von Arx)
- Bruno Manser – Kampf um den Regenwald (Regie: Christoph Kühn)[24]
- Chrigu (Regie: Jan Gassmann, Christian Ziörjen)
- I was a Swiss Banker (Regie: Thomas Imbach)[25]

2006
- A Crude Awakening: The Oil Crash (Basil Gelpke, Ray McCormack)
- Das Fräulein (Andrea Štaka)

2005
- Nicolas Bouvier, 22 Hospital Street (Christoph Kühn)[27]
- Katzenball (Veronika Minder)
- White Terror (Daniel Schweizer)
- Terra incognita (Peter Volkart)
- Chyenne (Alexander Meier)
- Hansueli Schenkel für seine langjährige herausragende Kameraarbeit

2004
- Im Nordwind (Bettina Oberli)[28]
- Verflixt verliebt (Peter Luisi)[29]

2003
- Hans im Glück (Peter Liechti)
- Geschichten vom Fälscher (Johannes Flütsch)[30]

2002
- Reise ohne Rückkehr (Esen Işık)

2001
- Utopia Blues (Regie: Stefan Haupt)
- Happiness Is a Warm Gun (Regie: Thomas Imbach)[31]
- Thelma (Regie: Pierre-Alain Meier)[32]

2000
- Summertime (Anna Luif)[33]

### 1990–1999
1999:
- Der Schuh des Patriarchen (Bruno Moll)
- Marcel Hoehn[34]

1997:
- Das Wissen vom Heilen (Franz Reichle)
- Ghetto (Jürg Hassler)

1996:
- Signers Koffer (Peter Liechti)
- Viktor Sidler[35]

1994:
- Well Done (Thomas Imbach)[36]

1993:
- Sophie Taeuber-Arp (Christoph Kühn)[37]

1992:
- Pipilotti Rist

1990:
- LYNX (Franz Reichle)
- Alexander J. Seiler[38]

### 1980–1989
1989:
- Rob Gnant

1987:
- Du mich auch (Helmut Berger)

1987:
- Welche Bilder, kleiner Engel, wandern durch dein Angesicht? (Jürg Hassler)
- Der schöne Augenblick (Friedrich Kappeler)[39]

1985:
- Mathias Gnädinger

1983:
- Killer aus Florida (Klaus Schaffhauser)
- Fee Liechti

1982:
- Pio Corradi

1981:
- Il valore della donna è il suo silenzio (Gertrud Pinkus)

### 1970–1979
1977:
- Josephson, Stein des Anstosses (Jürg Hassler)
- Alexander J. Seiler[38]
- Die plötzliche Einsamkeit des Konrad Steiner (Kurt Gloor)

1975:
- Fluchtgefahr (Markus Imhoof)

1973:
- Walo Lüönd[40]
- Bruno Spoerri

1972:
- Volksmund (Markus Imhoof)

1971:
- Ormenis 199 † 69 (Markus Imhoof)

1970:
- DDANACH (Robert Cohen)
- Reni Mertens und Walter Marti[41]

### 1960–1969
1968:
- Ernst A. Heiniger

1965:
- Alexander J. Seiler[38]

1963:
- Die Ehe des Herrn Mississippi (Artur Brauner)

1959:
- Vorposten der Menschheit (Leopold Lindtberg)
- Emil Hegetschweiler

### Vor 1960
1958:
- Es geschah am hellichten Tag (Ladislao Vajda)
- Hedda Koppé

1956:
- Die Kunst der Etrusker (Franz Fassbind)

## Umstrittene Entscheidungen
- Aufgrund eines Entscheids des Zürcher Erziehungsdirektors Alfred Gilgen wurde Richard Dindo eine Auszeichnung für seinen Film Die Erschiessung des Landesverräters Ernst S. verweigert.
- Stadtpräsident und Regierungsrat verweigerten Kurt Gloor die von der Jury vorgeschlagene Auszeichnung für seinen Film Die grünen Kinder.